# جيروم باول
جيروم باول (بالإنجليزية: Jerome Powell) هو محامٍ أمريكي ومصرفي استثماري يشغل منذ عام 2018 منصب الرئيس السادس عشر للاحتياطي الفيدرالي.
بعد حصوله على شهادة في السياسة من جامعة برينستون في عام 1975 ودكتوراه في القانون من مركز القانون بجامعة جورج تاون في عام 1979, انتقل إلى الخدمات المصرفية الاستثمارية في عام 1984, وعمل في العديد من المؤسسات المالية, بما في ذلك كشريك في مجموعة كارلايل. وفي عام 1992, عمل باول لفترة وجيزة وكيلاً لوزير الخزانة للتمويل المحلي في عهد الرئيس جورج بوش الأب. ترك باول مجموعة كارلايل في عام 2005 وأسس شركة سيفيرن كابيتال بارتنرز, وهي شركة استثمارية خاصة. وكان باحثًا زائرًا في مركز السياسات الحزبية من عام 2010 إلى عام 2012, قبل أن يعود إلى الخدمة العامة.
أصبح عضوًا في مجلس محافظي الاحتياطي الفيدرالي بعد ترشيحه لهذا المنصب من قبل الرئيس باراك أوباما في عام 2012, ثم تم ترقيته لاحقًا إلى منصب رئيس مجلس الإدارة من قبل الرئيس دونالد ترامب (خلفًا لجانيت يلين), وأعاد الرئيس جو بايدن ترشيحه للمنصب. لقد بنى باول سمعته في واشنطن خلال إدارة أوباما باعتباره صانعاً للإجماع وحلاً للمشاكل.
تلقى باول إشادة من الحزبين للإجراءات التي اتخذها الاحتياطي الفيدرالي في أوائل عام 2020 لمكافحة الآثار المالية لوباء كوفيد-19. ومع استمرار بنك الاحتياطي الفيدرالي في تطبيق مستويات عالية من التحفيز النقدي لمواصلة رفع أسعار الأصول ودعم النمو, رأى بعض المراقبين وجود انفصال بين أسعار الأصول والاقتصاد. ورد باول بالقول إن دعم التفويض المزدوج لبنك الاحتياطي الفيدرالي المتمثل في استقرار الأسعار والتشغيل الكامل للعمالة يفوق المخاوف بشأن ارتفاع أسعار الأصول. وقالت مجلة تايم إن حجم وطريقة تصرفات باول قد "غيرت بنك الاحتياطي الفيدرالي إلى الأبد" وأعربت عن مخاوفها من أنه جعل وول ستريت مشروطًا بمستويات غير مستدامة من التحفيز النقدي لدعم أسعار الأصول المرتفعة بشكل مصطنع. في نوفمبر 2020, أطلقت بلومبرج نيوز على باول لقب "رئيس دولة وول ستريت", باعتباره انعكاسًا لمدى سيطرة تصرفات باول على أسعار الأصول ومدى ربحية تصرفاته لوول ستريت.
مع اقتراب نهاية عامه الأول في البيت الأبيض, رشح الرئيس بايدن باول لولاية ثانية كرئيس للاحتياطي الفيدرالي, ووافقت اللجنة المصرفية بمجلس الشيوخ على إعادة ترشيحه بصوت معارض واحد فقط؛ تم تأكيده لولاية ثانية بأغلبية 80 صوتًا مقابل 19 صوتًا في 12 مايو 2022 بعد إعادة ترشيح الرئيس بايدن لباول, تخلى رئيس بنك الاحتياطي الفيدرالي عن كلماته السابقة "التضخم المؤقت", وأشار إلى انخفاض في التيسير الكمي (QE) ومشتريات الأوراق المالية المدعومة بالرهن العقاري (MBS) بسبب ارتفاع التضخم, مع مؤشر أسعار المستهلك (CPI). في نوفمبر 2021 بعد أن وصلت إلى 6.8% وفقًا لمكتب إحصاءات العمل, وهو أعلى مستوى منذ 40 عامًا.

## النشأة والتعليم
ولد باول في 4 فبراير 1953 في واشنطن العاصمة, وهو واحد من ستة أطفال لباتريشيا (نيي هايدن, 1926–2010) وجيروم باول (1921–2007),   محامٍ في تدريب خاص. كان جده لأمه, جيمس جيه هايدن, عميد كلية كولومبوس للقانون في الجامعة الكاثوليكية الأمريكية ثم أصبح فيما بعد محاضرًا في كلية الحقوق بجامعة جورج تاون. لديه خمسة أشقاء: سوزان, ماثيو, تيا, ليبي, ومونيكا.
في عام 1972, تخرج باول من مدرسة جورج تاون الإعدادية, وهي مدرسة إعدادية بالجامعة اليسوعية. حصل على بكالوريوس الآداب في العلوم السياسية من جامعة برينستون عام 1975, حيث كانت أطروحته العليا بعنوان "جنوب إفريقيا: قوى من أجل التغيير". وفي 1975-1976, أمضى عامًا كمساعد تشريعي للسيناتور الأمريكي ريتشارد شويكر من ولاية بنسلفانيا, وهو عضو في الحزب الجمهوري.
حصل باول على درجة الدكتوراه في القانون من مركز الحقوق في جامعة جورجتاون في عام 1979, حيث كان رئيس تحرير مجلة جورج تاون للقانون.

## الحياة الشخصية
تزوج باول من إليسا ليونارد عام 1985 في كاتدرائية واشنطن الوطنية الأسقفية.  لديهم ثلاثة أطفال ويعيشون في قرية تشيفي تشيس، ماريلاند, حيث تتولى إليسا رئاسة مجلس إدارة القرية. في عام 2010, كان باول عضوًا في مجلس إدارة نادي تشيفي تشيس, وهو نادٍ ريفي.
بناءً على الإيداعات العامة, اعتبارًا من عام 2019, قُدر صافي ثروة باول بما يتراوح بين 20 و55 مليون دولار. عمل باول في مجالس إدارة المؤسسات الخيرية والتعليمية بما في ذلك DC Prep, وهي مدرسة عامة مستقلة, ومركز بيندهايم للتمويل في جامعة برينستون، ومنظمة الحفاظ على الطبيعة. وكان أيضًا مؤسسًا لاتحاد سنتر سيتي, وهو مجموعة مكونة من 16 مدرسة ضيقة الأفق في أفقر مناطق واشنطن العاصمة.
باول هو جمهوري مسجل ومعجب منذ فترة طويلة بفرقة الروك الأمريكية غريتفول ديد.